# Carl Bergsten

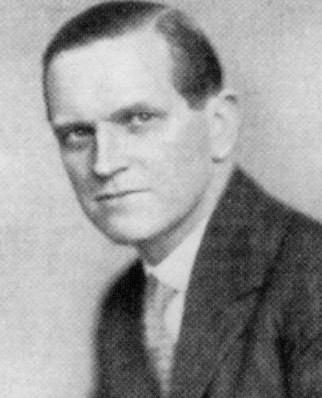
Carl Bergsten 1930

Carl Bergsten (* 10. Mai 1879 in Norrköping; † 22. April 1935 in Stockholm) war ein schwedischer Architekt im Übergang der Nationalromantik zum Funktionalismus. Eines seiner bedeutendsten Werke ist die Kunstgalerie Liljevalchs konsthall von 1916.

## Ausbildung

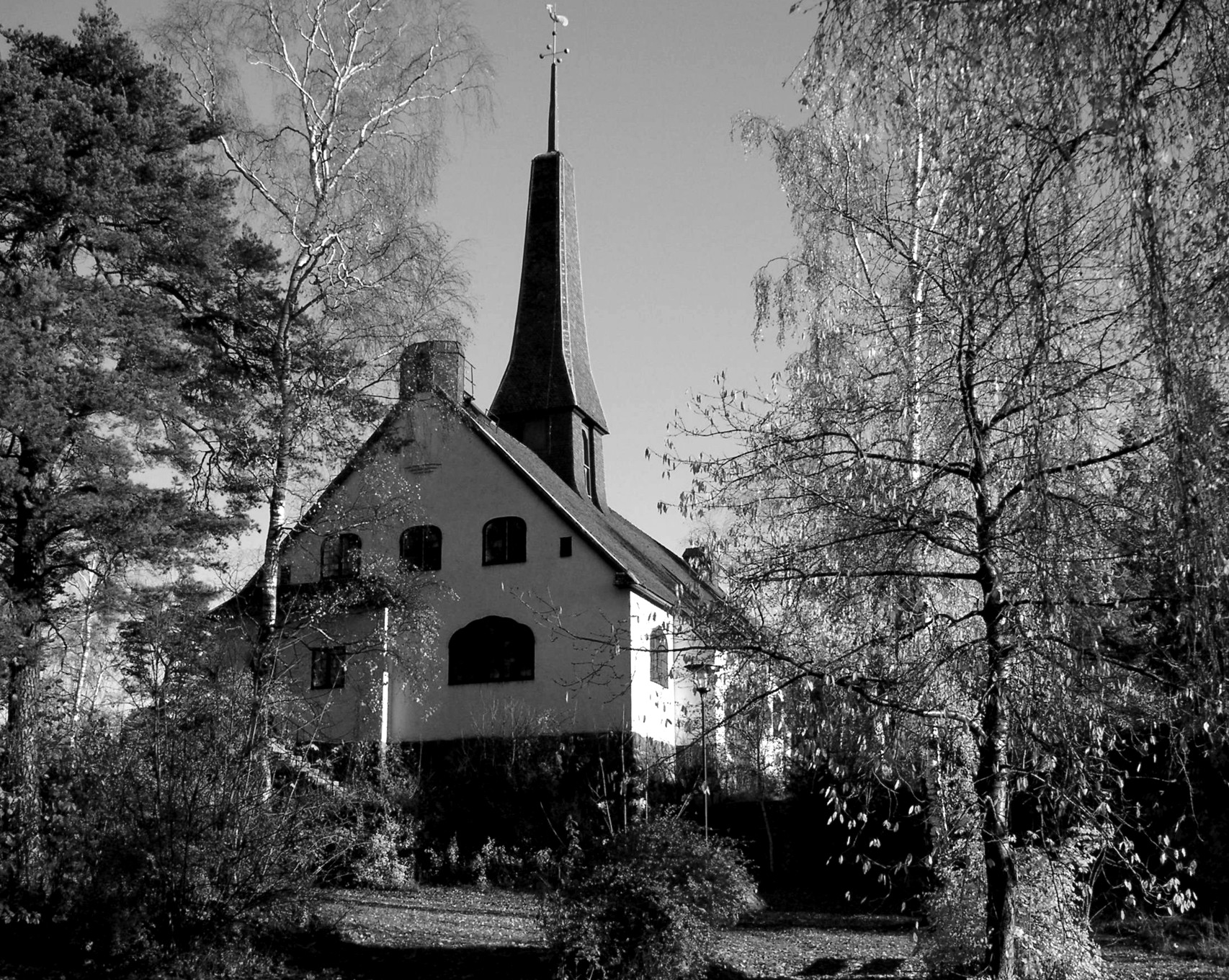
Enskede kyrka

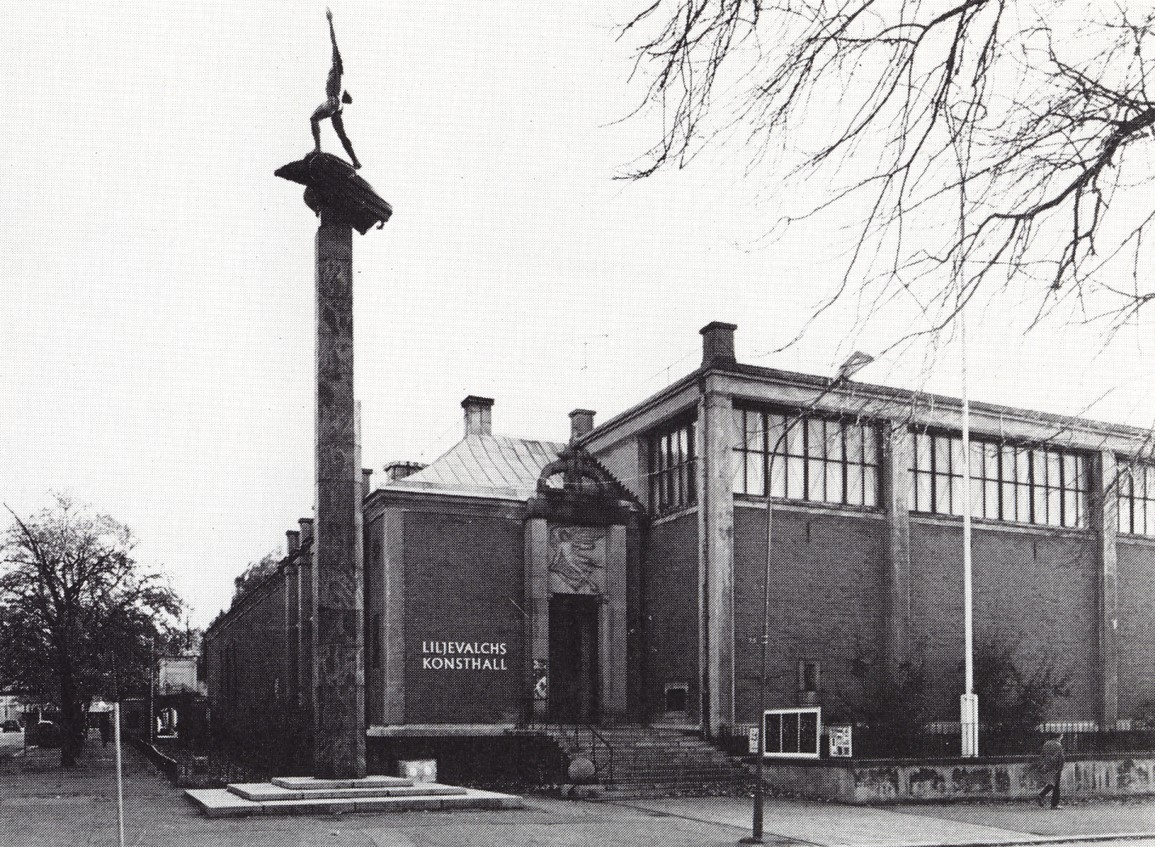
Liljevalchs Konsthall

Carl Bergsten erhielt seine Ausbildung von 1901 bis 1904 an der Königlich Technischen Hochschule und der Königlichen Kunstakademie in Stockholm. Ein Stipendium ermöglichte Studienreisen nach Deutschland und nach Wien. Danach praktizierte er bei u. a. bei Erik Lallerstedt. 1912 bis 1916 war er Redakteur für die Fachzeitschrift Arkitektur und von 1917 bis 1921 betreute er die Möbelabteilung des Warenhauses Nordiska Kompaniet in Stockholm.

## Werk
Carl Bergsten hatte sein eigenes Architekturbüro von 1904 bis 1935. Seine Frühwerke sind noch von der radikalen Wienarchitektur geprägt, typisch sind eine Reihe von Arbeiten in seiner Heimatstadt Norrköping, wo er u. a. die Ausstellungsgebäude für die Kunst- und Industrieausstellung von 1906 entwarf. Die schwere Backsteinarchitektur verändert sich mit seinen Arbeiten nach 1910, z. B. die elegante, kleine Kirche in Enskede von 1913 und die Kunsthalle Liljevalchs Konsthall auf Djurgården, bei der er 1913 den Architekturwettbewerb gewonnen hatte. Dieser Bau, der im März 1916 fertig stand, wird allgemein zum Durchbruchswerk der modernen Architektur in Schweden gerechnet.
Auch Bergsten folgte dem neuen künstlerischen Stilideal in Schweden und seine weiteren Werke spiegeln den schwedischen Klassizismus der 1920er Jahre wider, im Ausland Swedish grace getauft. Hierher gehört der schwedische Pavillon der Pariser Weltausstellung 1925 und die Inneneinrichtung des Luxusliners Kungsholm. Eines seiner letzten Werke, das Stadttheater in Göteborg, zeigt, dass Bergström nie ganz zum Funktionalismus übergewechselt war, wie viele seiner Kollegen, sondern versuchte, Altes mit Neuem zu verbinden.

## Weitere Werke (Auswahl)
- St Olofskolan, Norrköping, 1903–08
- Skandinaviska Enskilda Banken i Norrköping 1906–08.
- Wohnhaus, Riddargatan 14, Stockholm 1907
- Wohnhaus, Birger Jarlsgatan 27, Stockholm, 1909–10 (Nya Intima Teatern)
- Villa för Dr Ekman, Motala 1913–14
- Villa Hertha, Kalmar, 1924–25